# Margaret Lockwood (bádminton)
Margaret Lockwood –nacida como Margaret Beck– es una deportista británica que compitió en bádminton para Inglaterra en las modalidades individual y de dobles.
Ganó dos medallas de bronce en el Campeonato Mundial de Bádminton de 1977 y siete medallas en el Campeonato Europeo de Bádminton entre los años 1970 y 1976.

## Palmarés internacional
| Representando a Inglaterra |                           |                   |            |
| Campeonato Mundial         |                           |                   |            |
| Año                        | Lugar                     | Medalla           | Prueba     |
| 1977                       | Malmö (Suecia)            | Medalla de bronce | Individual |
| 1977                       | Malmö (Suecia)            | Medalla de bronce | Dobles     |
| Campeonato Europeo         |                           |                   |            |
| Año                        | Lugar                     | Medalla           | Prueba     |
| 1970                       | Port Talbot (Reino Unido) | Medalla de bronce | Dobles     |
| 1972                       | Karlskrona (Suecia)       | Medalla de oro    | Individual |
| 1972                       | Karlskrona (Suecia)       | Medalla de plata  | Dobles     |
| 1974                       | Viena (Austria)           | Medalla de oro    | Dobles     |
| 1974                       | Viena (Austria)           | Medalla de bronce | Individual |
| 1976                       | Dublín (Irlanda)          | Medalla de plata  | Dobles     |
| 1976                       | Dublín (Irlanda)          | Medalla de bronce | Individual |